# Estrela do Indaiá
Estrela do Indaiá este un oraș în Minas Gerais (MG), Brazilia.